# Transocean
Transocean Ltd. är ett schweiziskt företag som är världens största och ledande leverantör inom uthyrningssektorn rörande mobila oljeplattformar och borrfartyg, byggda för både petroleum- och naturgasutvinning på normala- och extrema djup. Företaget har, per 26 augusti 2017, 44 mobila borrenheter till sitt förfogande världen över. Transocean förser också sina kunder med personal, utrustning och annan service och där kunderna är bland annat ExxonMobil Corporation, Chevron Corporation, BP plc, Eni S.p.A., Petróleo Brasileiro S.A. (Petrobras), Repsol YPF, Statoil ASA, Royal Dutch Shell plc, Total S.A., BHP Billiton Ltd & plc och Petroliam Nasional Berhad (Petronas) och tog i genomsnitt $295,400 i daglig hyravgift för 2011, det kan dock gå ända upp till $714,000 per dag för borrningar på de mest extremaste djupen 2012. Huvudkontoret ligger i schweiziska Vernier.
Transocean var ägare till den sjunkna oljeplattformen Deepwater Horizon som var i blickfånget under oljeutsläppet i Mexikanska golfen år 2010.